# Ленингори
Ленинго́ри или Ленинго́р (осет. Ленингор, груз. ლენინგორი — [ленингори]; до 1934 года — Ахалгор, Ахалгори, с 1934 по 1991 годы в СССР — Ленинго́ри) / Ахалгори (груз. ახალგორი — [ахалгори]) — посёлок городского типа на Южном Кавказе, расположен на берегах реки Ксани (приток Куры), на западном склоне Алевского хребта, высота над уровнем моря — 800 м.
Согласно административно-территориальному делению частично признанной Южной Осетии, фактически контролирующей посёлок, является административным центром Ленингорского района; согласно административно-территориальному делению Грузии — центром Ахалгорского муниципалитета края Мцхета-Мтианети.

## Название
Первоначальное название населённого пункта Ахалгори (груз. ახალგორი) происходит от грузинских слов ахали («новый») и гори («холм, гора»). В русском языке использовались как транскрипция с грузинского Ахалгори, так и адаптированный топоним Ахалгор. В 1934 году село было переименовано в честь В. И. Ленина в Ленингор или Ленингори (груз. ლენინგორი, осет. Ленингор). Решением 18 сессии Ленингорского районного Совета народных депутатов от 4 сентября 1990 года посёлку было возвращено историческое название Ахалгори (груз. ახალგორი, осет. Ахалгур), это решение было осуждено властями автономной области как несоответствующее закону Грузинской ССР «О Юго-Осетинской автономной области». В провозглашённой через несколько дней 20 сентября 1990 года Юго-Осетинской Советской Республике стало использоваться прежнее название, но только в осетинской транскрипции Ленингор, в то время как в Грузии официальным названием стало Ахалгори.

## Население
| 1886  | 1897  | 1939  | 1959  | 1970  | 1979  | 1989  |
| ----- | ----- | ----- | ----- | ----- | ----- | ----- |
| 634   | →634  | ↗1413 | ↗1584 | ↗1917 | ↗2457 | ↗2791 |
| 2006  | 2015  |       |       |       |       |       |
| ↘2400 | ↘1033 |       |       |       |       |       |

## История
Основание поселения датируется, предположительно, второй половиной XV века — периодом политической экспансии и усиления Ксанского эристваства. Первые упоминания поселения относятся к XVI веку.
В первой трети XVII века в Ахалгори из Квенипневи был перенесен центр Ксанского эриставства. Как и в других торгово-ремесленных поселениях Картли, с самого начала основания в Ахалгори имелась армянская община. Самая ранняя армянская надпись на хачкаре, вставленном в стену церкви монастыря Св. Богородицы, датируется 1463 г. Сохранились 4 армянские рукописи XVII века, созданные в монастыре Св. Богородицы с 1631 по 1643 гг. переписчиком Григором Аргутеци. Помимо монастыря Св. Богородицы, Григор упоминает в поселении также церкви Св. Архангелов, Св. Иакова, Св. Марины и Св. Георгия — как армянские, так и грузинские.
Демографическая ведомость Восточногрузинского царства 1770 года указывает Ахалгори как малый город на реке Ксани с 140 домами жителей из армян и грузин.
Я. Рейнегс, описывая Ахалгори, сообщает: «…этот малый город также [как и Гори] населен христианами-армянами, которые, почти все, занимаются прядильным ремеслом хлопка и льна. Они в основном готовят разнообразные хлопчатые ткани и полотенца».
Преимущественно армянским население Ахалгори оставалось также в XIX веке. В 1886 г. всех его жителей было 634 человек, из которых 573 армян, 60 грузин и 1 осетин.
По данным «Кавказского календаря» за 1912 год, Ахалгори — армянское село Душетского уезда Тифлисской губернии Российской империи с населением 590 человек. В начале XX века село заселяется осетинами из ближайших сёл Ксанского ущелья.
В советское время село стало поселком городского типа и районным центром, переименованным в Ленингори. Относительное армянское большинство сохранилось в поселке вплоть до советской переписи 1939 г., когда из 1413 жителей армян в райцентре указано 566 человек (40,1 %), осетин — 468 (33,1 %), грузин — 334 (23,6 %). В последние десятилетия советской власти Ахалгори был смешанным грузино-осетинским поселением, с доминированием грузинского населения, часть которого, вероятно, были потомками ассимилировавшихся армян. По переписи населения 1979 г. население Ахалгори составляло 2216 человек, из них 149 армян (6,7 %), 1331 грузин (60,1 %), 699 осетин (31,5 %).
В Советское время посёлок стал быстро развиваться экономически, культурно, социально, в посёлке имелись все необходимые социальные объекты, в том числе парк культуры и отдыха, фотоателье, типография, пекарня и другие заведения.
В период 1992—2008 года поселок и большая часть Ленингорского района были под контролем Грузии, с 1990-х годов Ленингор переименован властями Грузии в село Ахалгори, произошёл большой и принуждённый, и добровольный отток осетинского населения из посёлка и ближайших поселений.
После войны августа 2008 года территория поселка и всего района контролируется Республикой Южная Осетия. Население Ленингор и все население района имеет возможность выезжать на территорию Грузии и обратно по спецпропускам. В 2015 году президент Республики Южная Осетия Леонид Тибилов официально открыл маршрут автодороги Цхинвал-Ленингор, открылся ежедневный маршрут по новой автодороге три раза в день.
8 августа 2017 года, впервые после войны 2008 года, день траура отмечал весь посёлок и ближайшие сёла.

## Экономика
В досоветский период — в основном кустарная промышленность. В 1983 году в Ленингори функционировали заводы — лесоперерабатывающий, масло-сыр завод, фруктовых соков, лимонадный. Пошивочный цех — филиал пошивочного цеха Тбилисской трикотажной фабрики № 2, автотранспортное предприятие, типография, редакция районной газеты, комбинат бытового обслуживания, скотоводческое хозяйство, лесхоз, две средних школы, школа-интернат, музыкальная школа, детский дом, детский сад, дом культуры, кинотеатр, две библиотеки, больница, поликлиника, аптека, отделение связи. После распада СССР большинство предприятий закрылось, либо перешло в частную собственность. До начала войны в Грузии в августе 2008 года основными источниками рабочих мест (обеспечивали занятость около 200 человек) являлись пивоваренный завод «Ломиси» (англ. «Lomisi»), деревообрабатывающий и камнедробильный цеха. После занятия Ленингорского района российскими и юго-осетинскими войсками в середине августа 2008 года произошел массовый отток населения в Грузию, что негативно сказалось на экономической деятельности в регионе. После относительной стабилизации обстановки в регион стали возвращаться отдельные осетинские и грузинские семьи. В 2009 году, по неофициальным сообщениям, возобновил свою работу пивоваренный завод «Ломиси» — начат разлив пива и лимонада без этикеток. В начале февраля 2010 года завод получил новое название «Алутон» и уже официально возобновил работу, начав выпускать пиво 3 сортов — «Алутон», «Жигулевское» и «Карлов мост». Завод проработал до апреля 2010 года и до осени 2017 года не функционировал в связи с расследованием, которое проводила Прокуратура Республики Южная Осетия.

## Уличная сеть
- ул. Октябрьская,
- ул. Коста Хетагурова,
- ул. Васо Абаева,
- ул. Московская,
- ул. Ленина,
- ул. Чочиева,
- ул. Бесика Кудухова,
- ул. Заводская,
- ул. Эриставов,
- Ул. Сталина,
- пер. Сталина,
- ул. Гагарина,
- ул. 9 мая,
- ул. Цхинвальская,
- ул. Бараташвили,
- пер. Физкультурный,
- ул. Ксанская,
- ул. Чавчавадзе,
- ул. Сабанова,
- ул. Набережная,
- ул. 1-я Садовая,
- ул. 2-я Садовая.

## Социальные объекты
- Здание районной администрации,
- Русско-осетинская средняя общеобразовательная школа,
- Грузинская средняя общеобразовательная школа,
- школа-интернат,
- Детский сад,
- Музыкальная школа,
- Районная больница,
- Дворец культуры,
- Библиотека,
  - Офис «Мегафон ЮЖНАЯ ОСЕТИЯ»
- Гостиница,
- районный продовольственный рынок.

## Религия
- Православная церковь Рождества Богородицы (открыта в сентябре 2016 года) Аланской епархии.

## Достопримечательности
- В центре поселка на площади установлен памятник Архангелу Михаилу
- В парке культуры в октябре 2009 года установлен памятник Коста Хетагурову[57].
- Памятник Шота Руставели,
- Памятник Александру Пушкину,
- Музей Средневековый дворец Князей Ксанских Эриставов,
- Мемориальный памятник героям Второй мировой войны,
- Крупный памятник Матери.

## Галерея
- Разрушающееся здание
- Местный вид
- Дворец-замок ксанских эриставов, построенный в конце XVI — начале XVII вв. Фотография 1886 года.